# Juventude de Belém
Juventude de Belém foi um clube de futebol de Portugal. Clube-satélite (ou filial) do Belenenses, durou apenas uma época (1990/91), tendo disputado o Campeonato Português da Terceira Divisão e a Taça de Portugal, onde foi eliminado no Restelo pelo primodivisionário Gil Vicente Futebol Clube.